# Självporträtt på den sjätte bröllopsdagen
 Självporträtt på den sjätte bröllopsdagen (tyska: Selbstbildnis am 6. Hochzeitstag) är en målning av den tyska målaren Paula Modersohn-Becker från 1906.

## Målningen
Självporträtt på den sjätte bröllopsdagen målades i Paris. Hon hade flyttat från Worpswede nära Bremen i Tyskland i februari 1906. Hon hade beslutat sig för att lämna sin man och Worpswede för alltid och på egen hand helt ägna sig åt konst. Självporträttet målades under våren. Hon står lätt vriden åt höger framför betraktaren, och tittar denne med en forskande och frågande blick. Under buken har hon virat ett vitt tyg om höften. Överkroppen är naken och om halsen bär hon ett bärnstenshalsband. När Paula Modersohn-Becker målade detta självporträtt var hon inte havande, som bilden visar. Porträttet anses vara det första nakna självporträttet i helfigur av en kvinnlig konstnär.[källa behövs]
Paula Modersohn-Becker målade sommaren 1906 i Paris ytterligare självporträtt med naken kropp. Det mest bekanta finns i Kunstmuseum Basel i Schweiz. Såvitt man vet visades under hennes livstid inte dessa bilder för utomstående, utan de blev kända först efter hennes död i november 1907.

## Proveniens
Målningen ägdes av Paula Modersohn-Beckers mor 1908. År 1916 ägdes den av dottern Tille Modersohn och var utlånad till Bernhard Hoetger i Worpswede. Från 1927 var den deponerad av Ludwig Rosenius på Paula Becker-Modersohn-Haus i Bremen i Tyskland. Den köptes av Hansestadt Bremen 1988 och finns idag på Paula Modersohn-Becker Museum i Bremen.